# Бандурка (посёлок)
Бандурка (укр. Бандурка) — посёлок в Первомайском районе Николаевской области Украины.
Основано в 1784 году. Население по переписи 2001 года составляло 903 человек. Почтовый индекс — 55247. Телефонный код — 5161. Занимает площадь 0,001 км².

## Местный совет
55253, Николаевская обл., Первомайский р-н, с. Софиевка, ул. Ленина, 26